# حیات وحش اریتره
حیات وحش اریتره متشکل از گیاگان و زیاگان این کشور در شرق آفریقا در منطقه‌ای است که با عنوان شاخ آفریقا شناخته می‌شود. با اینکه اریتره کشور بزرگی نیست، حیات وحش بسیار متنوعی چه در خشکی و چه در دریا دارد. اکوسیستم دریایی ساحلی و اکوسیستم‌های جزیره‌های دریای سرخ از بااهمیت‌ترین موارد در این کشور هستند. جنگ برای استقلال و بگومگو بر سر مرز با اتیوپی و نیز جنگل‌زدایی منجر به کاهش جانوران بومی این کشور شده‌اند. با این حال، دولت قوانینی برای محافظت از زیاگان و گیاگان بومی این کشور وضع کرده است.

## زیاگان
اریتره جایگاه چندین گونه کمیاب است که تنها در آفریقا یافت می‌شوند؛ از جمله گرگ طلایی آفریقایی و بز کوهی نوبه‌ای. اریتره همانند سایر کشورهای آفریقا حیواناتی مانند زرافه، پلنگ، فیل، گاومیش و یوزپلنگ دارد. خر وحشی آفریقایی بومزاد اریتره و دیگر کشورهای شرق آفریقا است.